# Brett Ratner
Brett Ratner (ur. 28 marca 1969 w Miami Beach) – amerykański reżyser, scenarzysta i producent filmowy.

## Życiorys

### Wczesne lata
Urodził się w Miami Beach na Florydzie w żydowskiej rodzinie jako jedyne dziecko Marshy Ratner-Pratts, ekonomisty, i Ronalda Ratnera (zm. 2006). Jego ojciec był synem bogatego biznesmena z Miami. Jego matka urodziła się na Kubie i wyemigrowała do USA w latach 60. wraz z rodzicami, Fanitą i Mario Pressmanami (ich rodziny pierwotnie przeniosły się na Kubę z Europy Wschodniej). Matka miała szesnaście lat, kiedy się urodził. Ratner wyznał w wywiadzie w maju 2011, że „tak naprawdę nie wie” kto był jego biologicznym ojcem i uważa za ojca Alvina Malnika, który go wychowywał, właściciela restauracji Forge Miami Beach.
Wychowywany był przez samotną matkę w Miami Beach, gdzie uczęszczał do Rabbi Alexander S. Gross Hebrew Academy. W 1986 ukończył Miami Beach Senior High School, a 1990 w wieku 16 lat został absolwentem Tisch School for the Arts przy New York University. Po obejrzeniu dramatu Martina Scorsese Wściekły Byk (Raging Bull, 1980) z Robertem De Niro zdecydował, że chce zająć się filmem.

### Kariera
Po zawarciu przyjaźni z producentem Def Jam Recordings – Russellem Simmonsem, rozpoczął pracę nad realizacją teledysków dla takich gwiazd jak Jay-Z, Mariah Carey czy Madonna. Simmons pomógł mu dostać swoją pierwszą wielką szansę, reżyserując komedię sensacyjną KasaMowa (Money Talks, 1997) z Chrisem Tuckerem, Charlie Sheenem i Heather Locklear. Ratner pracował z Tuckerem ponownie na planie komediodramatu Godziny szczytu (Rush Hour, 1998) z Jackie Chanem. Film ten okazał się komercyjnym hitem i bił rekordy kasowe dla New Line Cinema. W przeciwieństwie do komedii romantycznej Family Man (2000) z udziałem Nicolasa Cage’a, która nie została dobrze przyjęta, ale dzięki sukcesowi Godziny szczytu 2 (Rush Hour 2, 2001) był znów jako twórca w centrum uwagi.
Wyreżyserował prequel Milczenia owiec – dreszczowiec Czerwony smok (Red Dragon, 2001). Nakręcił także pilota serialu FOX Skazany na śmierć (Prison Break) i stał za kamerą sequela X-Men 3: Ostatni bastion (X-Men: The Last Stand, 2006). Jego asystentką została Polka – Katarzyna Nabiałczyk.
Po realizacji Godziny szczytu 3 (Rush Hour 3, 2007), stworzył jeden z segmentów do melodramatu Zakochany Nowy Jork (New York, I Love You, 2009). Wyreżyserował także komedię sensacyjną Tower Heist: Zemsta cieciów (Tower Heist, 2011) z Eddiem Murphym i Benem Stillerem. 
Był również jednym z producentów brytyjskiego film dokumentalny z 2014 roku pt. Ciemności skryją Ziemię (Night Will Fall) przedstawiającego historię wyzwolenia hitlerowskich obozów koncentracyjnych powstałych w trakcie drugiej wojny światowej.

## Filmografia

### Filmy fabularne
- 1990: Whatever Happened to Mason Reese (film krótkometrażowy)
- 1997: KasaMowa
- 1998: Godziny szczytu
- 2000: Family Man
- 2001: Godziny szczytu 2
- 2002: Czerwony smok
- 2004: Po zachodzie słońca
- 2005: Skazany na śmierć (jeden odcinek: Pilot)
- 2006: X-Men 3: Ostatni bastion
- 2007: Godziny szczytu 3
- 2009: Zakochany Nowy Jork
- 2011: Tower Heist: Zemsta cieciów
- 2013: Movie 43
- 2014: Herkules  (Hercules)

### Teledyski
| Rok  | Tytuł                                                        | Artysta                             |
| ---- | ------------------------------------------------------------ | ----------------------------------- |
| 1987 | „Christmas in Hollis”                                        | Run-D.M.C.                          |
| 1993 | „Rat Bastard”                                                | Prime Minister Pete Nice/Daddy Rich |
| 1993 | „Kick the Bobo”                                              | Prime Minister Pete Nice/Daddy Rich |
| 1993 | „Stay Real”                                                  | Erick Sermon                        |
| 1993 | „Tonight’s da Night”                                         | Redman                              |
| 1993 | „Pink Cookies In a Plastic Bag Getting Crushed By Buildings” | LL Cool J                           |
| 1994 | „Nuttin’ But Love”                                           | Heavy D and the Boyz                |
| 1994 | „I’ll Take Her”                                              | Ill Al Skratch/Brian McKnight       |
| 1995 | „Freek’n You”                                                | Jodeci                              |
| 1995 | „Love U 4 Life”                                              | Jodeci                              |
| 1995 | „Every Little Thing I Do”                                    | Soul for Real                       |
| 1995 | „Brown Sugar”                                                | D’Angelo                            |
| 1995 | „Who Do U Love”                                              | Deborah Cox                         |
| 1995 | „Sex Wit You”                                                | Heavy D./The Boyz                   |
| 1995 | „Love U 4 Life”                                              | Jodeci                              |
| 1995 | „Cruisin'”                                                   | D’Angelo                            |
| 1995 | „(You Make Me Feel Like) A Natural Woman”                    | Mary J. Blige                       |
| 1996 | „Lady (DJ Premier Remix)”                                    | D’Angelo/AZ                         |
| 1997 | „Triumph”                                                    | Wu-Tang Clan                        |
| 1998 | „I Still Believe”                                            | Mariah Carey                        |
| 1999 | „Beautiful Stranger”                                         | Madonna                             |
| 1999 | „Heartbreaker”                                               | Mariah Carey                        |
| 2000 | „Thank God I Found You”                                      | Mariah Carey                        |
| 2001 | „Diddy”                                                      | P. Diddy                            |
| 2005 | „It’s Like That”                                             | Mariah Carey                        |
| 2005 | „We Belong Together”                                         | Mariah Carey                        |
| 2005 | „These Boots Are Made for Walkin'”                           | Jessica Simpson                     |
| 2006 | „Make Them Suffer”                                           | Cannibal Corpse                     |
| 2006 | „A Public Affair”                                            | Jessica Simpson                     |
| 2006 | „Samantha”                                                   | Courtney Love                       |
| 2008 | „7 Things”                                                   | Miley Cyrus                         |
| 2008 | „Touch My Body”                                              | Mariah Carey                        |
| 2008 | „Just Like Me”                                               | Jamie Foxx                          |
| 2009 | „Obsessed”                                                   | Mariah Carey                        |
| 2009 | „H.A.T.E.U.”                                                 | Mariah Carey                        |
| 2011 | „Mrs. Right”                                                 | Mindless Behavior                   |
| 2015 | „Infinity”                                                   | Mariah Carey                        |